# 牛党
牛党，指的是中唐时期著名的朋党之争——牛李党争中的牛党，其名字源于牛党首领牛僧孺，牛李党争发生在九世纪的前半叶，两派的斗争持续了四十余年之久。牛党以牛僧孺、李宗闵为首，成员有虞卿、张仲方、张元夫、萧浣等诸人，牛党成员多来自地方州郡，与地方藩镇联系密切，直至唐宣宗朝牛僧孺病死任上，牛李党争才告结束。当时的著名诗人李商隐亦牵连其中。